# 日番谷冬獅郎
日番谷冬獅郎（ひつがや とうしろう）とは、久保帯人による漫画作品およびそれを原作とするアニメ『BLEACH』に登場する架空の人物である。
種族は死神で、職業は護廷十三隊十番隊の隊長。
アニメの声優は朴璐美。ミュージカルで演じた俳優は永山たかし→木戸邑弥→河原田巧也→永田崇人。

## プロフィール
- 護廷十三隊所属、十番隊隊長
- 身長：133cm
- 体重：28kg
- 誕生日：12月20日

## 概要

### 見た目や仕事に向いた性格
日番谷冬獅郎は、銀髪に翡翠色の瞳を持つ、小柄な少年のような外見をしており、史上最年少で隊長に就任した天才児である。
羽裏の色は千歳緑、つまり常緑広葉樹の葉の色で、羽織は袖の無いタイプである。
一見、冷徹そうな髪型や口調をしているが、事務作業において有能であり、やや苦労性ながらも優しい行動をよく見せている。心騒がしい死神たちの中では非常に珍しい「中立的な常識人」であり、ほかの多くのキャラクター同様にツッコミ役も務めている。身長・体重は9歳の男性の平均値に相当し、一介の子供に見えるが、護廷十三隊の中でも屈指の文書処理能力を持ち、人情的な知恵や社会的な知識を兼ね備えている。
漫画版では戦闘で「斬魄刀・氷輪丸の凍結能力」のみを使用しているが、アニメ版や映画版のオリジナルストーリーでは斬術や鬼道・瞬歩も普通に使い熟し、朽木白哉と同様にバランスのとれた隊長格として戦闘スタイルを見せている。しかし、戦闘シーンでは敵に一撃で倒されたり、長時間で苦戦したり、危機に陥るとすぐ卍解したり、決着がつかないまま場面が切り替わったりする描写が非常に多くみられる。また、ジゼル・ジュエルによってゾンビ化された際には、機動力こそ変わらないものの、冷静さと冷徹さが全体的に向上し、仲間に対してより凶暴で凶悪な攻撃を加える一面を見せていた。
隊長の中では一番背が低く、現在では全護廷隊士の中でも十一番隊副隊長・草鹿やちるに次いで低身長である。身長が低いことを非常に気にしており、すでに悩みの種となっている。空座町決戦では、猿柿ひよ里に何度も「禿」「アホ」「馬鹿」と罵倒されて怒らなかったが、「チビ」と言われた瞬間に激怒した。

### 日常生活に向いた性格
日番谷冬獅郎は、西流魂街一地区「潤林安」出身で、幼い頃からコマ回しが得意であり、潤林安一帯では負けなしの強さを誇る。
氷雪系の斬魄刀とは関係なく、日番谷自身はもともと寒さに強く、暑さには弱い体質である。
休日には必ず流魂街の祖母を訪れるほどの「おばあちゃん子」である。甘納豆は流魂街に住む祖母の好物で、昔から食べており、今でも時々、祖母から十番隊の隊舎に差し入れが送られてくる。しかし、そのほかの甘い物は全く苦手である。ほかの好物は大根卸しがたっぷり掛かった玉子焼きで、最も嫌いな食べ物は干し柿である。瀞霊廷での仕事でも、「寝る子は育つ」という祖母の言葉を忠実に実行しており、早く自室に戻って昼寝をしたいという癖がある。
日番谷の写真集『冬のライオン』が重版されたり、グラビアカレンダーが発売されたり、瀞霊廷通信で特集が組まれたりする事などから、護廷十三隊隊士の中でも人気がかなり高いと思われている。乱菊曰く「男女問わず、大人気のウチの隊長」だそうだが、その写真集は実は乱菊による隠し撮りである。なお、突然乱菊から『冬のライオン』の重版が決まったことを知らされ、「重版されたコメント？」と頼まれたが、「うるさい」と答えた。そして、日番谷は基本的にどんなイベントにも参加しないが、乱菊の強引な連れ回しで、すでに何度も出席することがあったため、他部隊の隊員や他者との交流は全く無いわけではない。

### 人間関係
- 雛森桃（幼馴染、五番隊副隊長）：姉弟のように育ったことから、彼女への愛情はひときわ強い。雛森を傷つけた市丸や藍染に対しては、激しい怒りを抱いたこともある。
- 松本乱菊（部下、十番隊副隊長）：性格は正反対ながらも深い信頼関係を築いており、公私にわたって行動を共にすることが多い。
- 志波一心（元上司、現名は黒崎一心）：一心が十番隊隊長だった頃、日番谷は第三席として仕えていた。その当時から、彼の可愛らしい容姿や大人びた性格、卓越した事務処理能力が認められ、一心から次期隊長候補として期待されていた。また、この時点では日番谷もまだ卍解を習得しておらないと、一心の回想の中で語られている。
  - 乱菊と一心の関係：当時、副隊長であった松本乱菊は「あたしも隊長格に昇進したい！」と一心へ直訴したが、「お前は仕事への真剣さが足りない」を理由に明確に断られた。
- 黒崎一護（本編の主役）：一護は「隊長」や「苗字」を省略して「冬獅郎」と呼ぶたびに、日番谷は「日番谷隊長だ」と言い返すのが常であり、このやり取りはアニメ版ではネタとして扱われることも多い。
- 浮竹十四郎（十三番隊隊長）：「十四郎（じゅうしろう）」と「冬獅郎（とうしろう）」という響きの類似性から、日番谷に親しみを持たれ、「同じシロちゃんだろう」と言われることもある。彼は現世のお菓子をよく日番谷に贈っている[6]。
- 京楽春水（元八番隊隊長、現任総隊長）：破面篇でコヨーテ・スタークと対峙した際、「あんたの卍解と、あそこの氷の卍解と比べると、どっちが強いかい？」と問われた京楽は、「日番谷隊長は天才だから、あと100年もすれば、僕を追い抜いてしまうかもしれない」と答えている。
- 藍染惣右介（元五番隊隊長、破面篇のラスボス）：「隊長の中で最も自分に憎しみを抱く人物」と評されており、藍染からは「若さゆえに、勝機と見れば真っ先に飛び込むのが、日番谷隊長の最大の欠点」と酷評されている。
- 兕丹坊（瀞霊廷西門の番人）：日番谷とは親しい間柄であり、休日には日番谷は彼に会うために足を運ぶことも多い。その理由は、兕丹坊が日番谷に「都会のルール」を教えているためである[7]。

## 経歴

### 死神になる前
「潤林安」で過ごしていた当時、祖母と雛森以外の周囲の人々からは不吉な人だと思われ、近所の子供たちからは「氷のようだ」と言われ、恐れられて避けられていた。それは虐めの言葉ではなく、この時の日番谷は「氷輪丸」の影響で、眠っている間に無意識のうちに寒い冷気を放ち、おばあちゃんの体を寒さで震えさせていた。また、この頃から「氷輪丸の本体が自分に話しかけてくる」という夢を何度も見るようになっていた。
雛森は死神学校（真央霊術院）に入学してから5年が経った頃、たまたま乱菊と出会い、乱菊に「お前の力はこのままでは、おばあちゃんを殺してしまう」と指摘された。これ以上おばあちゃんに迷惑をかけないよう、死神になると決意した。

### 尸魂界篇
護廷十三隊内部の不穏な気配をいち早く察知し、独自に探索活動を行い、市丸ギンに疑惑の目を向ける。市丸の計略により雛森と刃を交える事態に陥り、始解して市丸と交戦したが乱菊の介入で中断され、ひとまず雛森を保護する。その後、市丸の狙いがルキアの処刑にあるとかぎ付け、処刑を止めようと乱菊と共に中央四十六室に乗り込み、真実を知ることになる。そして、藍染の手で倒された雛森を発見し、全ての仲間を騙していた藍染に対して怒りを爆発させ卍解して挑むが、感情的になっていることもあり、一瞬にして倒されてしまう。その後、卯ノ花烈の救護で一命を取り留め、一護ら死神代行組が現世に帰還する前に回復した。

### 破面篇
破面（アランカル）襲来時に備えて、破面討伐隊の現場指揮官としてルキアらと共に「日番谷先遣隊」として現世へ派遣され、代行組の一護らと合流する。最初は乱菊の誘いを断り、自分で泊まる所を探す素振りを見せるが、結局は乱菊と共に井上織姫の自宅に居候する事にした。現世での戦闘では、グリムジョーの従属官の一体である破面・No.11（アランカル・ウンデシーモ）シャウロン・クーファンや旧第6十刃（セスタ・エスパーダ）ルピと交戦し、勝利を収めている。
後に山本総隊長の指示で尸魂界に一時帰還後、現世空座町に侵攻してきた藍染一派を迎え撃つため、現世に赴く。現世での決戦では第3十刃（トレス・エスパーダ）ティア・ハリベルと交戦、仮面の軍勢のリサやひよ里とも共闘するが、スタークやバラガンが倒されたことで十刃に見切りを付けた藍染の介入によりハリベルが始末されたため、藍染との戦闘に移行する。己の隊長という職務を賭して他の隊長らとともに藍染に立ち向かうが、鏡花水月の力によって藍染と思い込んだため雛森を刺してしまった上に、感情に左右されたため、藍染に切りかかり、左腕左足を切断される重傷を負う。一連の終結後は回復し、雛森を守るため氷輪丸の力をもっと引き出さんと修行に打ち込んでいる。

### 死神代行消失篇
一護に死神の力を取り戻させるため、一護に死神の力を与える刀に他の隊長格らと共に霊圧を与え、ルキアや恋次・剣八・一角・白哉と共に完現術者たちとの決戦に参戦して雪緒と対決する。その戦いでは雪緒を殺したとしても能力が解除されるとも限らないと考え、早い時点で雪緒を凍らせ、雪緒に「能力を解除させたら命は取らない」という交換条件の案を出し、卍解を使うまでもなく勝利した。

### 千年血戦篇
瀞霊廷に侵攻してきた『見えざる帝国』の蒼都（ツァン・トゥ）と対峙、早期決着を狙い卍解するも『大紅蓮氷輪丸』を奪われてしまった。『見えざる帝国』が撤退した後は、奪われた卍解に未練を残さず、斬術に磨きをかけるべく道場で稽古に励んでいた。
『見えざる帝国』の二回目の侵攻ではバズビーと対峙、乱菊との連携で応戦するも追い詰められ、バズビーのバーナーフィンガー2で重傷を負い、さらに蒼都の乱入で絶体絶命に陥るが、侵影薬により卍解が虚化したことで卍解を取り戻し、『大紅蓮氷輪丸』で蒼都を氷漬けにする。その後、松本を治療しようとするが力尽きて、倒れてしまう。
直後に、近づいてきたジゼル・ジュエルにゾンビ化され、帝国の軍服へと衣装を変えた姿でジゼルによってマユリの前に召喚される。一角・弓親を戦闘不能にし、襲ってきたクールホーンを一瞬で返り討ちにし、マユリと交戦するが、クールホーンの体液に仕込まれていた薬を返り血で浴びていたために薬の効果で戦えなくなり、実験材料にされた。
ジゼル戦後は、松本と共にマユリの開発した肉体保護瓶へと入れられ、そのまま霊王宮へと運ばれる。マユリとネムがペルニダ・パルンカジャスとの戦闘を終えた直後にゾンビ化解除が完了し、マユリに礼を言うと戦場へと向かった。この際、ゾンビ化解除の代償として寿命が減ったとマユリの口から語られている。
その後、リジェによる狙撃から生き残った護廷十三隊や仮面の軍勢とジェラルドが交戦していた戦地へ一足先に到着しジェラルドと交戦、白哉や剣八と共に応戦し、完成した大紅蓮氷輪丸を披露する善戦をするも、ユーハバッハの聖別によって白骨化するまでの間に再生を繰り返すジェラルドと応戦することとなった。
一連の戦いが収束した10年後でも隊長は続けており、隊長となって以降も欠かさず鍛錬場から出勤する射場を労いながら、ルキアの隊長就任式に参加した。

## 戦闘方法

### 斬魄刀
斬魄刀の名は『氷輪丸（ひょうりんまる）』。

#### 始解
刀自体は普通の刀よりも少し長い程度だが、彼の身長に対しては長いため背負っている（劇場版第二作では腰に挿している）。氷雪系最強の斬魄刀。
能力解放と共に柄尻に鎖で繋がれた龍の尾のような三日月形の刃物が付き、溢れだす霊圧が触れたもの全てを凍らせる水と氷の竜を創り出す。斬魄刀そのものにも、触れたものを凍らせる能力が付加する。始解時から「天相従臨（てんそうじゅうりん）」という天候を支配する能力があり、四方三里（半径約12km）に及ぶ広範囲の天候に影響を与える。斬魄刀は「大気中の水分全て」なため、折られても何度も作り出すことが可能。
斬魄刀票では1位を獲得している。
隊長格の中では卍解との能力差が最も少なく、作り出せる氷の量が少ない、という位しか差異がない。そのため、卍解を奪われてからは少ない氷でも戦えるように応用技が編み出された。
解号は「霜天に坐せ『氷輪丸』（そうてんにざせ『～』）」

#### 卍解
【卍解】の名は『大紅蓮氷輪丸（だいぐれんひょうりんまる）』。
能力解放と共に、刀を持った腕から連なる巨大な翼を持つ西洋風の氷の龍を日番谷自身が纏い、背後に三つの巨大な花のような氷の結晶が浮かぶ。このとき刀身の鍔が微妙に変化し、元々の鍔に少しずらした鍔が重なっているような形状となっている。
能力は始解時の能力が増大したもので、氷と凍気を自在に発し操る。又、刀以外の部分は全て氷でできている為、たとえ砕かれても水（液体としてその場に無くとも空気中の水分など）さえあれば何度でも再生可能という特性を持つ。その他にも、敵から受けてできた傷口を氷で塞ぐことで、一時的に出血を止めることなどができる。
当初は日番谷自身がまだ幼いために卍解は未完成であり、持続時間が短く、背後にある花の結晶は日番谷の残りの霊力を示すもので、時間と共に花の花弁が一枚ずつ砕け落ちていき、十二枚の花弁全てが散った時、卍解も消えると目されていた。しかし実際は氷の華が全て散り尽すことで、ようやく完成する。この状態になると日番谷は大人びた姿となり、戦闘力はおろか能力そのものも向上する。奇跡を含める全ての物質を停止させられるほか、地水火風そのものを凍らせることが出来るようになる。
因みに蒼都との二回目の対決では、虚化の影響で左目が仮面のような氷に覆われている。なお「大紅蓮」というのは、八寒地獄の大紅蓮地獄に由来する。

#### 技

##### 始解の技
「真空多層氷壁（しんくうたそうひょうへき）」
『氷輪丸』と松本の『灰猫』を組み合わせた技。防御以外にも鋭利な形状に変えて攻撃に転用できる。バズビー戦で使用。
「綾陣氷壁（りょうじんひょうへき）」
繊細な氷を編み込んだ氷壁を盾にする防御技。バズビー戦で使用。
「六衣氷結陣（ろくいひょうけつじん）」
地面の六ヶ所に氷の結晶を仕掛け、踏み込んだ標的を氷柱で包み込む設置式の技。バズビーに対して使用。

##### 未完成卍解の技
「竜霰架（りゅうせんか）」
刀で貫いた相手を十字架型の氷塊に閉じこめ、砕く技。シャウロン戦で使用。本来は卍解時に使用する技だが、アニメでのみ始解の状態で使用した。
「斬氷人形（ざんひょうにんぎょう）」
氷で自身の分身を作り出す。死覇装の皺など、細かな部分も精巧に作成可能。ハリベル戦で使用。
「群鳥氷柱（ぐんちょうつらら）」
敵に向けて大量の氷柱を放つ技。ハリベルに対して使用。
「氷竜旋尾（ひょうりゅうせんび）」
氷で形成された斬撃を敵に向けて放つ技。相手が初撃を上空に避けた場合でも、氷の斬撃を上空にいる相手に放つ氷竜旋尾・絶空（ぜっくう）のコンボに繋げることが出来る。ハリベル戦で使用。
「千年氷牢（せんねんひょうろう）」
日番谷の三番目に強い必殺技。 氷柱を大量に発生させて敵を囲み、巨大な氷塊に敵を閉じ込める技。ルピに対して使用。
「氷天百華葬（ひょうてんひゃっかそう）」
日番谷の二番目に強い必殺技。天相従臨によって発生させた雨雲に穴を空け、触れたものを瞬時に華のように凍りつかせる雪を大量に降らせる技。本人曰く、百輪の氷の華が咲き終える頃には相手の命は消えているとのこと。降雪に触れただけで凍るために回避がとても困難な技である。第3十刃ハリベルに対して使用し実際に凍らせたが、ワンダーワイスの登場により一時的に活動を停止させるにとどまった。

##### 完成卍解の技
「四界氷結（しかいひょうけつ）」
日番谷の最大の必殺技。卍解が完成した状態だけで発動した技。大紅蓮氷輪丸を解放して、四歩のうちに踏みしめた空間の地水火風の全てを凍結する。ジェラルドに対して使用。

#### 本体
声 - 松岡大介
大きな翼を纏った氷の龍。「潤林安」当時の日番谷の夢の中や『The DiamondDust Rebellion もう一つの氷輪丸』の作中に現れた。日番谷を「小僧」と呼ぶ。
蒼都との戦闘中、卍解を完全に取り戻した瞬間には巨大で重厚な姿をした西洋風の竜の姿をしていた。
アニメ『斬魄刀異聞篇』で実体化した氷輪丸の詳細はBLEACH 斬魄刀異聞篇#実体化した斬魄刀を参照。

### 鬼道
縛道の六十三「鎖条鎖縛（さじょうさばく）」
実体化した氷輪丸を捕らえるために使った縛道。鎖で相手の身動きを封じる。
破道の三十一「赤火砲（しゃっかほう）」
斬魄刀異聞篇で氷輪丸に使用。
鏡門（きょうもん）
雛森を外から護るために使った鬼道。中からは簡単に破れる。
なお、上記の破道・縛道はアニメオリジナルストーリーにて使用しており、原作全74巻に於いて「鏡門」以外の鬼道を使用したことがない。

## アニメの経歴

### バウント篇
狩矢らバウントが作り出したドール・ビットが現世の人間を襲った時は、現世に乱菊や吉良や檜佐木や弓親を派遣する。バウントが尸魂界に進出したときは、バウント捕捉の指揮官に任命されるが、バウントの策略により瀞霊廷進入を許してしまい、その任を解かれる。その後、十番隊を率いてバウント・古賀を追跡。【卍解】まで追い詰められるものの、最終的には1対1の決闘で打ち破る。

### 死神図鑑・死神図鑑ゴールデン
残務整理のために嫌々ながら乱菊と一緒に行った健康ランドで「お子様は保護者同伴でないと入れない」と受付嬢に門前払いを食らうなど、小柄な体型が度々ネタにされている。「寝る子は育つ」を執務室でも実践していた。また、乱菊により仕事を度々中断されることが多いようだ。

### 日番谷先遣隊奮闘記
黒崎夏梨との絡みがメインであった第132話では、運動神経の高さを見込まれ、夏梨にサッカーの試合に助っ人を申し込まれる。練習には出なかったものの試合当日、夏梨が足にケガをしているのを見て試合に出場し、勝利を収める。また、尸魂界の事をまだ知らない夏梨には、最後まで小学生として扱われていた。

### ドラマCD
院生時代に若年であることを先輩達にからかわれたきっかけで起こった騒動や、乱菊にほぼ連れられ海に行ったり等、ドラマCDでの出演は多い。

### 映画
2007年12月22日公開の劇場版『The DiamondDust Rebellion もう一つの氷輪丸』ではメインを務めている。真央霊術院時代も常に成績トップで、草冠宗次郎とは友達であり良きライバルであった。だが草冠と氷輪丸の真の所有者を決めるため、中央四十六室に一騎討ちを強いられた過去を秘めている。その戦い以降草冠との因縁を持つようになる。この映画のルキアの話では、日番谷が真央霊術院に入ったのはルキアが朽木家に養子になってからであることが語られた。

## 構想背景
護廷十三隊の造形が、作者の久保帯人がの頭の中で外見が定まっているキャラクターを並べた際のバランスを取っ掛かりにして性格やキャラ設定を作る手法で作られた中で、藍染と同じくその手法以外で意図的に護廷十三隊に入れるために作られたキャラクターである。日番谷の外見については護廷十三隊の隊長格が並んでいるシーンを描く中で、一人異色なキャラが欲しく人とシルエットや身長も違うという発想から子供を入れてみたという背景があり、子供で隊長ということで天才であるというイメージからルックスを決められたという。また劇中の尸魂界篇においては、藍染の話に深く関わるキャラ、一護側ではなく護廷十三隊側で犯人を探す中心としてずっと登場するキャラとしても想定されていた
久保帯人のインタビューにおいて、日番谷は出たての頃は特別人気というわけではなかったが、雛森と吉良の交戦に割って入り戦いを止めた回以降、日番谷の人気が上がった旨が語られている。尚、本作の第4回の人気投票において一位を獲得している。